# ویتوریو پوتسو
ویتوریو پوتسو (به ایتالیایی: Vittorio Pozzo) (زادهٔ ۲ مارس ۱۸۸۶، درگذشتهٔ ۲۱ دسامبر ۱۹۶۸) بازیکن و مربی فوتبال اهل ایتالیا بود. او موفق شد دو بار پیاپی تیم ملی فوتبال ایتالیا را به مقام قهرمانی جام جهانی فوتبال ( ۱۹۳۴ و ۱۹۳۸) برساند.
پوتسو خالق روش سیستم و چینش بازیکنان در فوتبال است؛ او را یکی از برجسته‌ترین مربیان تاریخ فوتبال به شمار می‌آورند. او با کسب دو عنوان قهرمانی جام جهانی، پر افتخارترین مربی این رقابت‌ها است. او هم‌چنین ایتالیا را به مدال طلای رشتهٔ فوتبال در المپیک ۱۹۳۶ رساند؛ وی هم‌چنین تیم ملی ایتالیا را به دو مقام قهرمانی جام بین‌المللی اروپای مرکزی رساند.

## افتخارات

### مربی
ایتالیا
- جام جهانی فوتبال: ۱۹۳۴، ۱۹۳۸
- رشتهٔ فوتبال در المپیک، مدال طلا: ۱۹۳۶
- جام بین‌المللی اروپای مرکزی: ۳۰–۱۹۲۷، ۳۵–۱۹۳۳

### افتخارات فردی
- تالار مشاهیر فوتبال ایتالیا: ۲۰۱۱ [۳]
- جایزه برلین بریتز، بهترین مربی دهه ۱۹۳۰ [۴]
- سیزدهمین مربی برتر تاریخ به انتخاب ورلد ساکر: ۲۰۱۳ [۵]